# Gulf Cup of Nations 2010
Gulf Cup of Nations 2010 var den 20. udgave af fodboldturneringen, og blev afholdt fra den 22. november til den 5. december 2010

## Seedning af hold
Otte hold deltog i turneringen.
- Yemen (vært)
- Oman (forsvarende vinder)
- Bahrain
- Irak
- Kuwait
- Qatar
- Saudi-Arabien
- Forenede Arabiske Emirater

## Stadioner
| By       | Stadion          | Kapacitet | Byggeår |
| -------- | ---------------- | --------- | ------- |
| Aden     | May 22 Stadium   | 30.000    | 2003    |
| Zinjibar | Al-Wihda Stadium | 30.000    | 2010    |

## Format
De otte hold blev inddelt i to grupper á fire hold. De to bedste hold i hver pulje kvalificerede sig til det efterfølgende slutspil. Slutspillet blev afgjort via knock out-formatet (engelsk: Single-elimination tournament).

## Gruppespil

### Gruppe A
| 22. november 2010 |   |               |           |
| Yemen             | – | Saudi-Arabien | 0:4 (0:1) |
| 22. november 2010 |   |               |           |
| Kuwait            | – | Qatar         | 1:0 (1:0) |
| 25. november 2010 |   |               |           |
| Qatar             | – | Yemen         | 2:1 (1:1) |
| 25. november 2010 |   |               |           |
| Saudi-Arabien     | – | Kuwait        | 0:0       |
| 28. november 2010 |   |               |           |
| Yemen             | – | Kuwait        | 0:3 (0:2) |
| 28. november 2010 |   |               |           |
| Qatar             | – | Saudi-Arabien | 1:1 (0:0) |

### Gruppe B
| 23. november 2010          |   |                            |           |
| Oman                       | – | Bahrain                    | 1:1 (1:0) |
| 23. november 2010          |   |                            |           |
| Irak                       | – | Forenede Arabiske Emirater | 0:0       |
| 26. november 2010          |   |                            |           |
| Forenede Arabiske Emirater | – | Oman                       | 0:0       |
| 26. november 2010          |   |                            |           |
| Bahrain                    | – | Irak                       | 2:3 (1:1) |
| 29. november 2010          |   |                            |           |
| Oman                       | – | Irak                       | 0:0       |
| 29. november 2010          |   |                            |           |
| Forenede Arabiske Emirater | – | Bahrain                    | 3:1 (2:1) |

## Slutspil

### Semifinale
| 2. december 2010 | Kuwait                     | – | Irak          | 2:2 n.V., 5:4 i.E. | Aden |
| 2. december 2010 | Forenede Arabiske Emirater | – | Saudi-Arabien | 0:1 (0:0)          | Aden |

### Finale
| 5. december 2010 | Kuwait | – | Saudi-Arabien | 1:0 n.V. (0:0) | Aden |

## Målscorere
| 3 mål - Alaa Abdul-Zahra - Badr Al-Mutawa 2 mål - Hawar Mulla Mohammed - Jaralla Al-Marri 1 mål - Faouzi Mubarak Aaish - Ismail Abdul-Latif - Ibrahim Al-Mishkhas - Abdulla Baba Fatadi - Jarah Al Ateeqi - Yousef Nasser - Fahad Al Enezi - Waleed Ali - Imad Al-Hosni | 1 mål (fort.) - Ibrahim Al-Ghanim - Ahmad Abbas - Osama Al-Muwallad - Mohammad Al-Shalhoub - Mohanad Aseri - Mishaal Al-Saeed - Subait Khater - Fares Juma Al Saadi - Ahmed Juma - Akram Al-Worafi |

Selvmål
- Hamed Shami Zaher (mod Saudi-Arabien)